# Torre de Don Miguel
Torre de Don Miguel es un municipio español de la provincia de Cáceres, en la comunidad autónoma de Extremadura. Se encuentra en la zona occidental de la sierra de Gata, bajo la protección del castillo de La Almenara.
Se sitúa en un valle cerrado por las sierras de la Almenara y del Salio. La población comenzó a tener cierta importancia a principios del siglo XIII, luego de la conquista definitiva del territorio por Alfonso IX y posterior consolidación por Fernando III. Hacia 1227, el primer comendador conocido de Santibáñez el Alto, Frey Miguel Sánchez, levantó una torre de la que no permanece ningún vestigio, en un paraje de su encomienda rodeándola de huertas y de espléndido jardines.

## Geografía física
El término municipal de Torre de Don Miguel limita con:
- Gata al oeste;
- Santibáñez el Alto al norte, sur y este;
- Villasbuenas de Gata haciendo esquina al suroeste.

La localidad de Torre de Don Miguel se sitúa en la comarca de Sierra de Gata, en el extremo noroccidental de la provincia de Cáceres. El municipio está enclavado entre la sierra del Salido y la sierra de las Jañonas, al pie del cerro de la Almenara. Tanto la orografía como su situación fronteriza han otorgado una marcada personalidad a estas tierras desde antiguo.
El término municipal torreznero tiene una extensión de 12 km². A pesar de su reducida extensión, por el término discurren numerosos arroyos que bajan de la sierra, destacando el arroyo de San Juan que atraviesa el núcleo urbano.
Geológicamente, la localidad de Torre de Don Miguel se asienta sobre el llamado batolito granítico de Casillas de Flores-Cadalso (Hassan Mohamud et al., 1998), que representa un macizo intrusivo en los materiales metamórficos preordovícicos del complejo esquisto-grauváquico que lo rodea, por su extremo sur, y lo separa del vecino plutón de Santibáñez.
En torno a la población, y en los fondos de los valles, se mantiene un paisaje de olivares que se alternan con manchas de pinares y matorral. A finales del siglo XVIII, sin embargo, la vid debía de superar ampliamente al olivo (tal y como reflejan los datos del Interrogatorio de la Real Audiencia, en 1791). En los huertos se cultivaban por aquel entonces castañas, higos, garbanzos, linos y frutas. En las laderas de los montes, por encima de la población, los bosques de pinos, robles y matorral adquieren todo el protagonismo.
Está rodeado de una gran variedad de fauna y flora, destacando el pinar y el olivar, cuyo cultivo, además de dar un fruto de excelente gusto y un aceite exquisito, es uno de los principales motores económicos de la zona.

## Historia

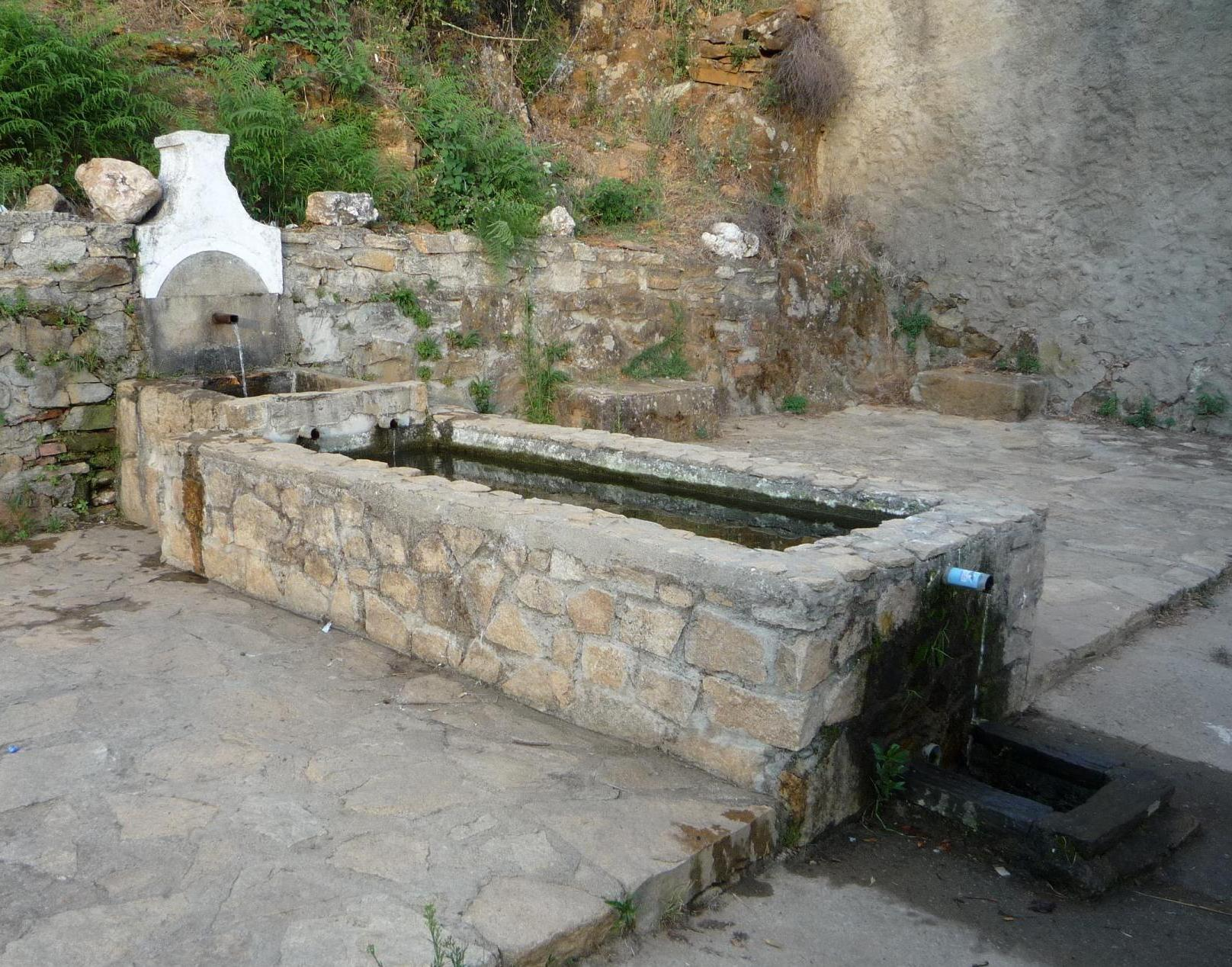
Abrevadero en Torre de Don Miguel.

La Sierra de Gata es una comarca poblada desde tiempos ancestrales, aunque el conocimiento de los asentamientos prehistóricos de la zona continúa siendo hoy día muy incompleto. Será en época romana cuando los valles serragateños se pueblen de forma sistemática. A este respecto, Torre de Don Miguel posee un interesante conjunto epigráfico con cuatro inscripciones funerarias: la estela de Caturón, hijo de Tancino; el doble epitafio de Crispina, hija de Frontón, y de Vevet[-], hijo de Albino; la estela de Lunio, hijo de Tapilo; y el doble epitafio de Silón y Camiro. De por sí, estos testimonios evidencian la presencia de un asentamiento romano en las proximidades de la población que, según Torres González (1988), podría haberse situado en la dehesa de pasto y labor, donde se habrían hallado estos epígrafes.
Según este mismo autor, basándose en el hallazgo de dos piedras de molino y en la toponimia y topografía de la zona, el origen de la población podría haberse situado en la árabe Almenarella que citan algunas crónicas. No obstante, mucho más generalizada es la hipótesis que otorga la fundación a frey Miguel Sánchez, el primer comendador alcantarino de Santibáñez, “que edifico una casa en un sitio de su Encomienda muy apacible y apropósito de jardines y huertos y en él, corriendo los tiempos, se hizo una población que hoy se llama Torre de Don Miguel” (Torres y Tapia, 1763). Por tanto, podemos situar la fundación de la Torre en la primera mitad del siglo XIII (puesto que este frey Miguel ocupó la encomienda entre los años 1219 y 1227). Al parecer, esta primera fortificación habría estado en la parte más elevada de aquel paraje, aunque la población debió de crecer rápidamente a tenor de los conflictos y pleitos que mantuvo con los territorios vecinos.
Así, en 1295, el maestre de Alcántara permitió a los torrezneros llevar sus ganados a pastar al término santibañejo. En 1341, por su parte, el maestre Nuño Chamizo puso fin a los yantares que pagaban los habitantes de la Torre. Este aumento de población quedó plasmado en la creación de tres barrios o quartos: el quarto del Palacio, o núcleo original, en torno a la torre del comendador; el quarto de Villasbuenas, o del Cancillo, que según Domené Sánchez (2011) bien pudo haber sido una aljama; y el quarto de Enmedio, donde se situaba la plaza. La iglesia, pues, quedaba entonces emplazaba en una posición lateral, en el extremo norte de la población.
Torre de Don Miguel recibió exenciones en el año 1341 (Domené Sánchez, 2011) pero no consiguió independizarse hasta un siglo más tarde, entre 1426 y 1441, después del pleito mantenido con Gata por los deslindes de los términos. Según Torres González (1988) quien otorgó el fuero pudo haber sido el maestre Juan de Sotomayor, que siempre tuvo grandes muestras de afecto para con este pueblo; según Domené Sánchez (2011), sin embargo, debió de ser su sobrino y sucesor, Gutierre de Sotomayor, que probablemente pasó su niñez en la Torre. Sea como fuese, el rollo gótico, reconstruido actualmente en las afueras de la población, da fe de la categoría jurídica de la nueva villa. El último maestre de la Orden de Alcántara, Juan de Zúñiga, continuó favoreciéndola autorizando a sus habitantes que pastaran, cazaran y cortaran leña en los montes de la Almenara en el año 1485. Un año más tarde, les otorgó una carta de privilegio que les reconocía tierras para olivares y huertas.
En el siglo XVII, la guerra con Portugal se dejó sentir profundamente en toda la sierra de Gata. Debido al clima de inseguridad, la iglesia de la Torre se fortificó. En Torre de Don Miguel no se sufrieron grandes destrucciones, pero el merodeo de cuadrillas durante el conflicto causó la muerte a no pocos lugareños, los campos quedaron arruinados y se padeció falta de mano de obra; tanto, que el procurador general de la villa aseguraba en el año 1644 que la Torre estaba “mui diminuta y corta de vezindad y no tiene mas que ciento y veinte vezinos (…). Y que dicha villa mi parte es mui pobre y los vezinos de ella no tienen mas que alguna hazienda con que alimentar a sus mugeres y hijos sino es con su trabajo, y se pasa mucha necesidad y hambre”. (Torres González, 1994).
En el siglo XVIII, como consecuencia de la guerra de Sucesión, la sierra de Gata estuvo unos años bajo mando portugués. Las destrucciones tampoco fueron entonces significativas, pero la mortalidad por epidemias resultó altísima. Así, entre los años 1695 y 1696 fallecieron en la Torre 136 personas adultas y pocos años más tarde, en 1704, fallecieron 81 vecinos más. 
A lo largo del pasado siglo XX, Torre de Don Miguel ha conocido un acusado descenso demográfico, pasando de los más de 1700 habitantes, que tenía a comienzos de la centuria, hasta los 488 habitantes con que contaba en el año 2017.

## Demografía
Torre de Don Miguel cuenta con una población de 476 habitantes (INE 2024).
| Gráfica de evolución demográfica de Torre de Don Miguel entre 1842 y 2021                                           |
| |
| Población de derecho según los censos de población del INE Población de hecho según los censos de población del INE |

## Transporte
La carretera CC-6.3, que sale del sur del pueblo, da acceso a la carretera principal de la sierra de Gata, la EX-205, de la que Torre de Don Miguel dista 3 km. La CC-6.3 tiene algunas curvas, carece de arcén y algunos de sus tramos están limitados a 30 km/h, pero aun así es la carretera que da un acceso más fácil a la localidad. La CC-6.3 se prolonga al norte en la CC-6.2, un camino rural de montaña que lleva hacia Gata. Al este del pueblo, la calle Los Ríos se prolonga en un camino rural que lleva a Cadalso. Al suroeste de la localidad sale un camino que lleva a Villasbuenas de Gata.

## Patrimonio

### Arquitectura popular

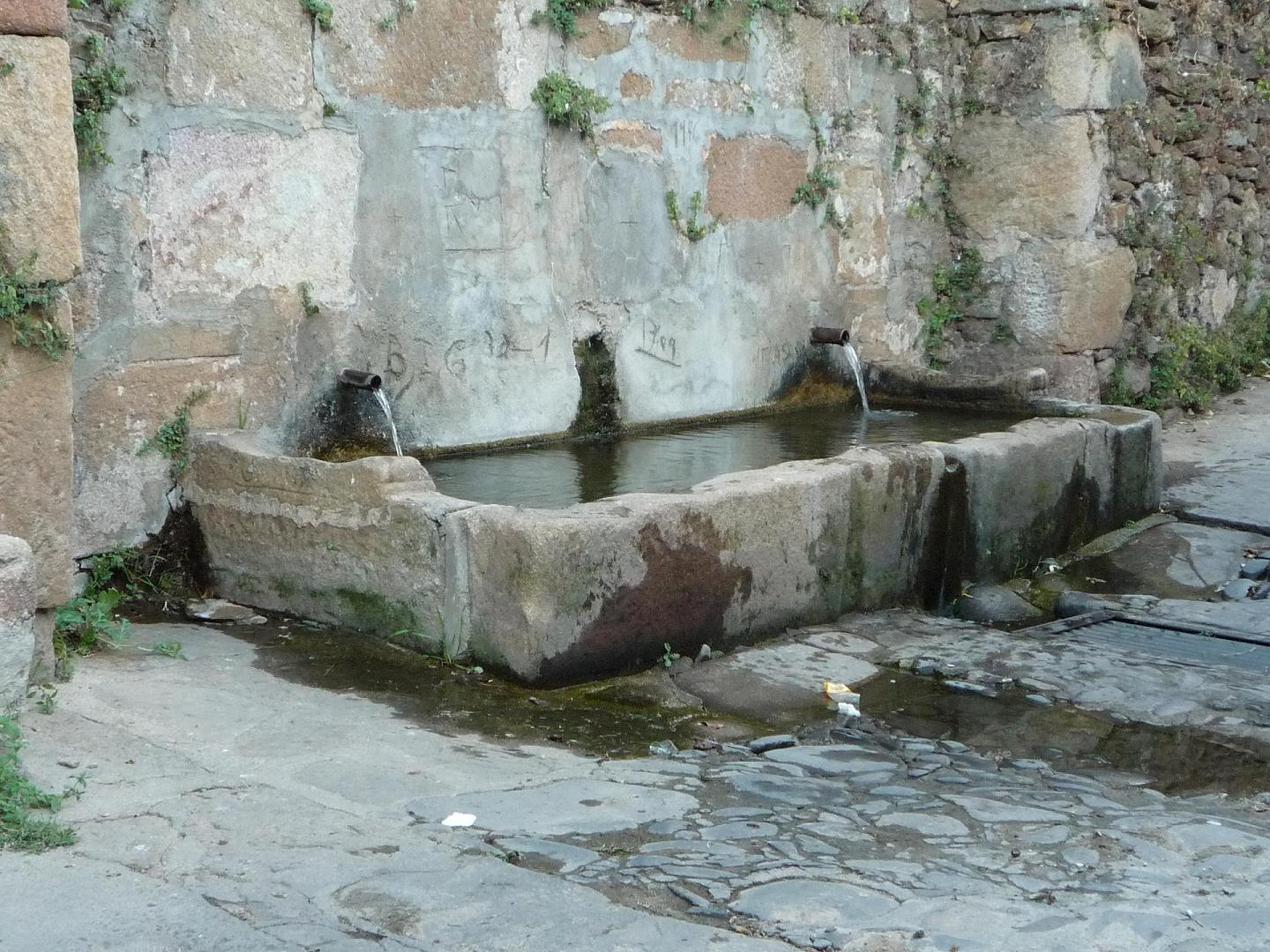
Abrevadero en Torre de Don Miguel.

Un elemento destacado de la arquitectura del pueblo son los "balcones", partes de la vivienda sobre las calles, que servían en algunos casos para comunicar viviendas y en otros para mantener frescos los vinos y otros alimentos como el aceite en las bodegas. Entre sus casas muchas están blasonadas, con ricos escudos tallados en piedras de cantería, al igual que muchos dinteles. La urbanística de esta población de interés relevante muy bien conservada de raíz islámica y hebraica, dadas la estrecha y tortuosidad de sus calles más pintorescas.
Calles repinadas que salen de esta plaza presentando un gran tipismo y que se pierden a su final en callejuelas. Moradas de interés timbradas con escudos heráldicos nobiliarios. Túneles y pasadizos, elementos característicos de pueblos serranos. El barrio del cancillo que conserva plenamente su rústico sabor popular, o su calle Cancillo Alto, umbrosa, angosta, sinuosa, de reminiscencias islámicas y hebraicas.
La vivienda situada al lado del ayuntamiento, un inmueble que antaño alojó una humilde posada: se fecha en el año 1840 por un epígrafe que se distingue en el dintel de la portada. Al lado hay un peculiar túnel sustentado en un pie derecho de cantería. Destaca además la vivienda situada a la entrada del citado túnel modelo típico de la arquitectura torreña: la puerta es adintelada a su lado otra abierta en arco apuntado y el cargadero cabalga en dos ménsulas curvilíneas. Pero lo más curioso de esta morada es su dintel, ya que lo constituye un interesante cipo funerario romano de grandes dimensiones muy bien conservado incluye el creciente lunar y una roseta de ocho puntas con botón central.

### Monumentos religiosos
En el municipio se encuentran los siguientes monumentos religiosos:
- Iglesia parroquial católica bajo la advocación de Nuestra Señora de la Asunción, a cargo del párroco de Gata, en la diócesis de Coria.[3] La majestuosa parroquia de Nuestra Señora de la Asunción, catalogada como bien de interés cultural con la categoría de monumento, es un edificio cuya imponente cabecera pentagonal, muy esbelta se alzó, a base de sillería bien escuadrada en los comedios del siglo XVI quedando sin finalizar, de tal modo que la nave adosada a poniente es mucho más baja y más antigua. Destaca la portada de la Epístola siendo un bello ejemplar gótico de finales del siglo XV.
- Ermita del Cristo edificio de planta cuadrada construido a base de sillería bien labrada.
- Ermita de Nuestra Señora de Bienvenida. Datada su construcción primitiva del primer tercio del siglo XV. En su interior destaca la imagen de la patrona del pueblo a quien la ermita debe su nombre y el Cristo del Consuelo siendo la imagen de mayor valor artístico que existe en la población. Su autor J.H. Calderón año 1763

### Rollo

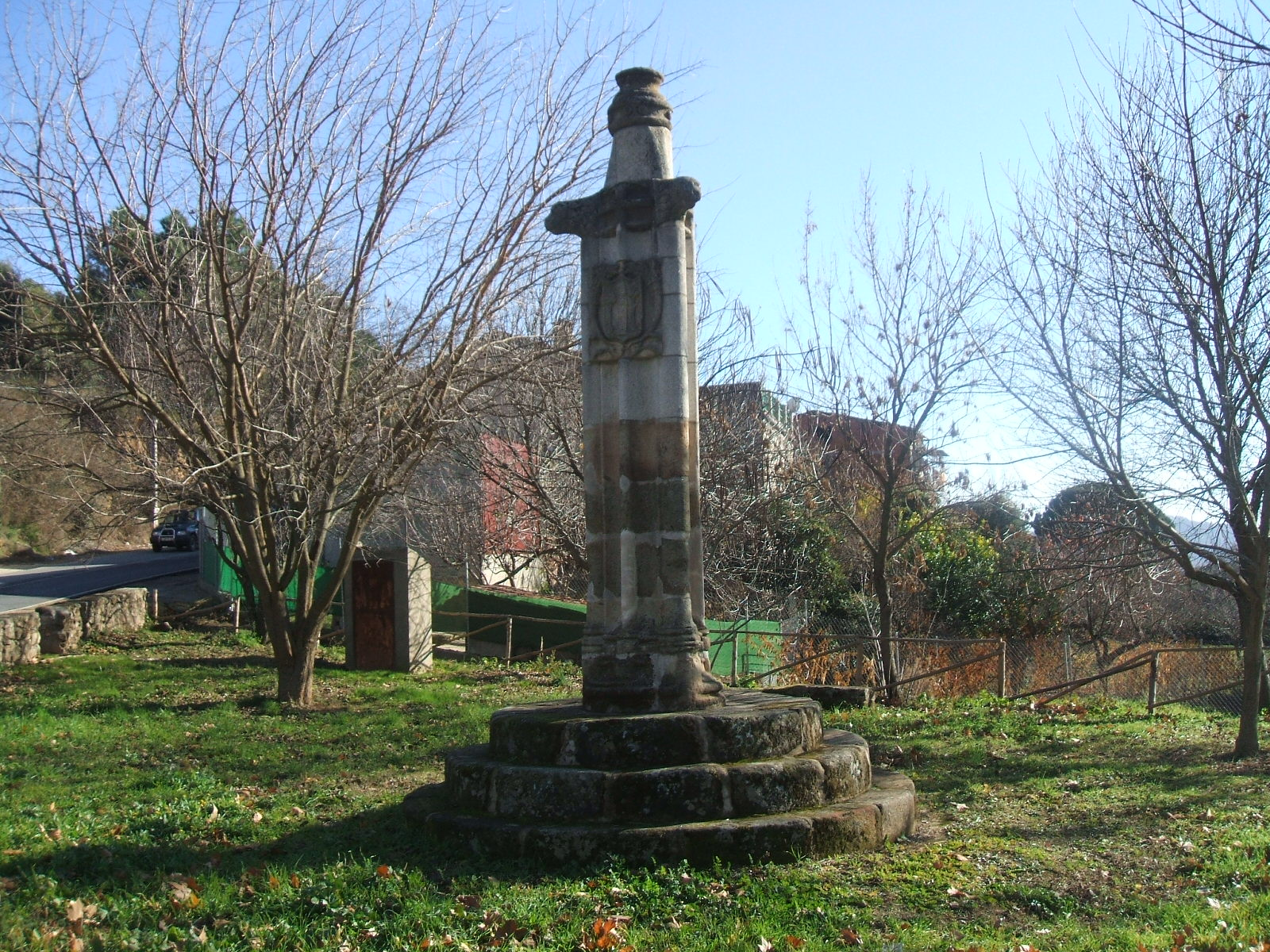
Rollo jurisdiccional de Torre de Don Miguel.

En las afueras del pueblo se encuentra el rollo jurisdiccional. Ha sido instalado hace unos años tras su reconstrucción ya que originalmente estaba situado en la plaza Mayor. El rollo es símbolo de libertad y del poder que el concejo había adquirido en el año 1428, con el título de villa, para que sus propias autoridades pudieran juzgar, mero mixto imperio, las causas civiles y penales, dentro de su término, independizándose de Santibáñez.

## Administración
La actual alcaldesa es Nazaret Martín Calvo (Somos Cáceres).
| Elecciones municipales del 28 de mayo de 2023 |       |         |            |
| Partido                                       | Votos | %       | Concejales |
| Partido Socialista Obrero Español             | 130   | 41,53 % | 3          |
| Partido Popular                               | 124   | 39,62 % | 3          |
| Somos Cáceres                                 | 59    | 18,85 % | 1          |

## Festividades
- Romería Virgen de la Bienvenida, Domingo de Resurrección.
- Fiesta del Capazo. Se celebra el fin de semana siguiente a Semana Santa. Durante la noche del sábado, los mozos intentarán encajar en un árbol (un roble plantado en la plaza) las tradicionales capacetas envueltas en llamas.
- Fiesta del Emigrante, 1.º o 2.º fin de semana de agosto.
- El Cristo, 14 de septiembre.
- Torrock, sábado previo a Semana Santa.